# ماری ال. گود
ماری ال. گود (انگلیسی: Mary L. Good؛ زاده ۲۰ ژوئن ۱۹۳۱) یک دانشمند اهل ایالات متحده آمریکا بود.